# Палата представників Ємену
Палата представників (Majlis al-Nuwaab) є законодавчою владою в Ємені. Асамблея представників налічує 301 члена,що обираются на шість років . Останні вибори відбулися у 2003 році. Вибори були оголошені на 27 квітня 2009 року. Але Президент Салех відклав їх на два роки.
Проте вони не відбулися 27 квітня 2011 року, і планували провести разом з наступними президнтськими виборами.
У січні 2014 року, остання сесія Національної Конференції з Переговорів (NDC) що вибори були затримані, і відбуться протягом 9 місяців після референдуму щодо нової конституції, яка ще не була підготовлена. Однак GPC та Хусити разом з представниками Національного органу з моніторингу виконання рішень НДК відмовилися голосувати за новою конституцією, розробленою редакційною комісією, яку подали в січні 2015.